# أرماندو ارسي
أرماندو ارسي (بالإسبانية: Armando Arce Salinas)‏ هو لاعب كرة قدم مكسيكي في مركز الهجوم، ولد في 27 يناير 1997 في مدينة مكسيكو في المكسيك. لعب مع نادي أونيفرسيداد ناسيونال.